# 象潟合同交通
1. 本社社屋
2. 営業所

株式会社象潟合同交通（きさかたごうどうこうつう）は、秋田県にかほ市に本社を置くタクシー・バス事業者である。旧社名は合資会社象潟合同タクシー。2022年（令和4年）6月1日付で株式会社へ改組し現社名へ商号変更した。
本項では、株式会社象潟合同交通・富士タクシー営業所（きさかたごうどうこうつう ふじタクシーえいぎょうしょ）の前身となった富士タクシーについても併せて記述する。この会社は象潟合同交通の前身である仁賀保貸切自動車（にかほかしきりじどうしゃ）から分離独立し、その後ふたたび象潟合同タクシー時代に合併されたタクシー事業者である。
いずれも、合併後のにかほ市にあたる旧由利郡内の3町（仁賀保町、金浦町、象潟町）を運行エリアとする事業者であった。

## 概要
タクシー、貸切バス（観光バス）事業のほか、乗合タクシー、貸切バス免許による乗合バスの運行も行っている。
タクシー会社として出発し、1997年に貸切バス免許を取得、翌1998年より貸切バス事業に参入した。2000年代以降は貸切免許による乗合バス路線の運行も開始し、登山バスや秋田空港への空港連絡バスも運行開始した。また、羽後交通の一般路線バスの廃止代替輸送を行っており、にかほ市コミュニティバスの運行も受託している。
一般乗合旅客自動車運送事業の免許は取得しておらず、これらの乗合バスはいずれも貸切バス免許による運行である。

## 沿革
- 1940年（昭和15年）9月：合資会社仁賀保貸切自動車会社の社名で設立[1]。
- 1950年（昭和25年）8月9日：現法人を設立[1]。
- 1951年（昭和26年）12月：新潟道路管理事務所より一般乗用旅客自動車運送事業の免許交付を受ける[1]。
- 1953年（昭和28年）：金浦町に営業所を新設[1]。
- 1969年（昭和44年）12月：合資会社象潟合同タクシーへ社名変更[1]。
- 1997年（平成9年）12月：新潟陸運局より一般貸切旅客自動車運送事業の認可を受ける[1]。
- 1998年（平成10年）4月17日：貸切バス事業を小型バス3両で開始[1]。
- 2003年（平成15年）
  - 6月19日：一般貸切旅客自動車運送事業による乗合バス路線「鳥海鉾立線」を東北運輸局へ申請、許可を受ける[1]。
  - 7月1日：一般貸切旅客自動車運送事業による乗合登山バス「鳥海ブルーライナー」を象潟駅 - 鉾立間で運行開始。
- 2004年（平成16年）7月：「鳥海ブルーライナー」を定期運行へ移行。
- 2006年（平成18年）
  - 3月31日：一般貸切旅客自動車運送事業による乗合バス路線「エアポートライナー」秋田空港 - 由利本荘市 - 象潟線を申請、許可される[1]。
  - 4月25日：「エアポートライナー」秋田空港 - 羽後本荘駅 - 象潟駅間（予約制）運行開始[4]。
- 2008年（平成20年）
  - 4月1日：羽後交通馬場院内線の廃止代替として、仁賀保駅 - 水沢間乗合タクシーの試験運行を開始。
  - 10月1日：仁賀保駅 - 水沢間乗合タクシーを本格運行へ移行。
  - にかほ市コミュニティバスの試験運行を開始[5]。
- 2011年（平成23年）4月1日：にかほ市コミュニティバスを本格運行へ移行[6]。
- 2020年（令和2年）9月1日：株式会社三共サービス・富士タクシー営業所を継承し、合資会社象潟合同タクシー・富士タクシー営業所として発足させる[1]。
- 2022年（令和4年）6月1日：合資会社象潟合同タクシーから株式会社象潟合同交通へ社名変更[1]。

## 本社・営業所
- 本社営業所
  - 秋田県にかほ市象潟町字家の後20-27
- 金浦営業所
  - 秋田県にかほ市金浦字十二林71-8
- 富士タクシー営業所
  - 秋田県にかほ市平沢狐森77

## 乗合バス

### 鳥海ブルーライナー
- ねむの丘 - 象潟駅 - 奈曽の白滝 - 鉾立
  - 鳥海山への乗合登山バス。毎年7月 - 10月の土休日のみの季節限定運行[7]。
  - 乗車の前日17時までに予約が必要[7]。

### 空港連絡交通
以下の3路線を運行している。いずれも乗車前日の12時までに予約が必要。
エアポートライナー
- 秋田空港 - 由利組合総合病院 - 羽後本荘駅 - TDK秋田工場 - 象潟駅
  - 秋田空港ターミナルビル株式会社や地元観光団体などで構成する「あきた二次アクセスを進める会」が運行主体となり、象潟合同交通へ委託して運行開始した[8]。
  - 車両は予約状況に応じて、同社保有のジャンボタクシーまたは小型バスを使用する[8]。

秋田空港にかほGO
- 秋田空港 - (由利本荘駅) - TDKサイト3箇所 - 仁賀保駅 - 金浦駅 - TDKサイト3箇所 - ねむの丘 - 象潟駅（平日ルート、由利本荘駅は一部便のみ停車）[9]
- 秋田空港 - 仁賀保駅 - 金浦駅 - ねむの丘 - 象潟駅（土休日ルート、TDKに停車しない）[9]

庄内空港にかほGO
- 庄内空港 - 象潟駅 - ねむの丘 - 金浦駅 - 仁賀保駅（記載停留所のみ停車）[10]
  - 2023年10月現在、運休中。

## 車両
貸切車は、日野・セレガ、三菱ふそう・エアロミディなどが在籍する。
コミュニティバス用の車両については、にかほ市コミュニティバス#車両を参照。
タクシー車両は、トヨタ・プリウスなどのほか、車椅子で乗車可能な介護タクシー車両なども保有している。

## 富士タクシー

### 沿革
- 1957年（昭和32年）12月28日：タクシー事業の免許を受ける[3]。
- 1958年（昭和33年）3月1日：仁賀保貸切自動車平沢営業所から分離独立し、仁賀保町にて富士タクシー合資会社を設立[3]。
- 1987年（昭和62年）：仁賀保町水沢での帝国石油の石油掘削事業に伴い、作業員送迎のためジャンボタクシー車両を導入[3]。
- 1988年（昭和63年）3月：帝国石油の作業員送迎終了。その後も引き続きジャンボタクシー車両を導入[3]。
- 1997年（平成9年）11月：仁賀保駅前土地区画整理事業に伴い、新社屋を建設し現在地へ移転[3]。
- 2009年（平成21年）12月1日：富士タクシー株式会社へ改組[3]。
- 2013年（平成25年）6月1日：株式会社三共サービス・富士タクシー営業所を発足[3]。
- 2020年（令和2年）9月1日：合資会社象潟合同タクシーへ合併。合資会社象潟合同タクシー・富士タクシー営業所を発足[1][3]。
- 2022年（令和4年）6月1日：合資会社象潟合同タクシーの社名変更に伴い、株式会社象潟合同交通・富士タクシー営業所となる[1][3]。